# إيالة عثمانية

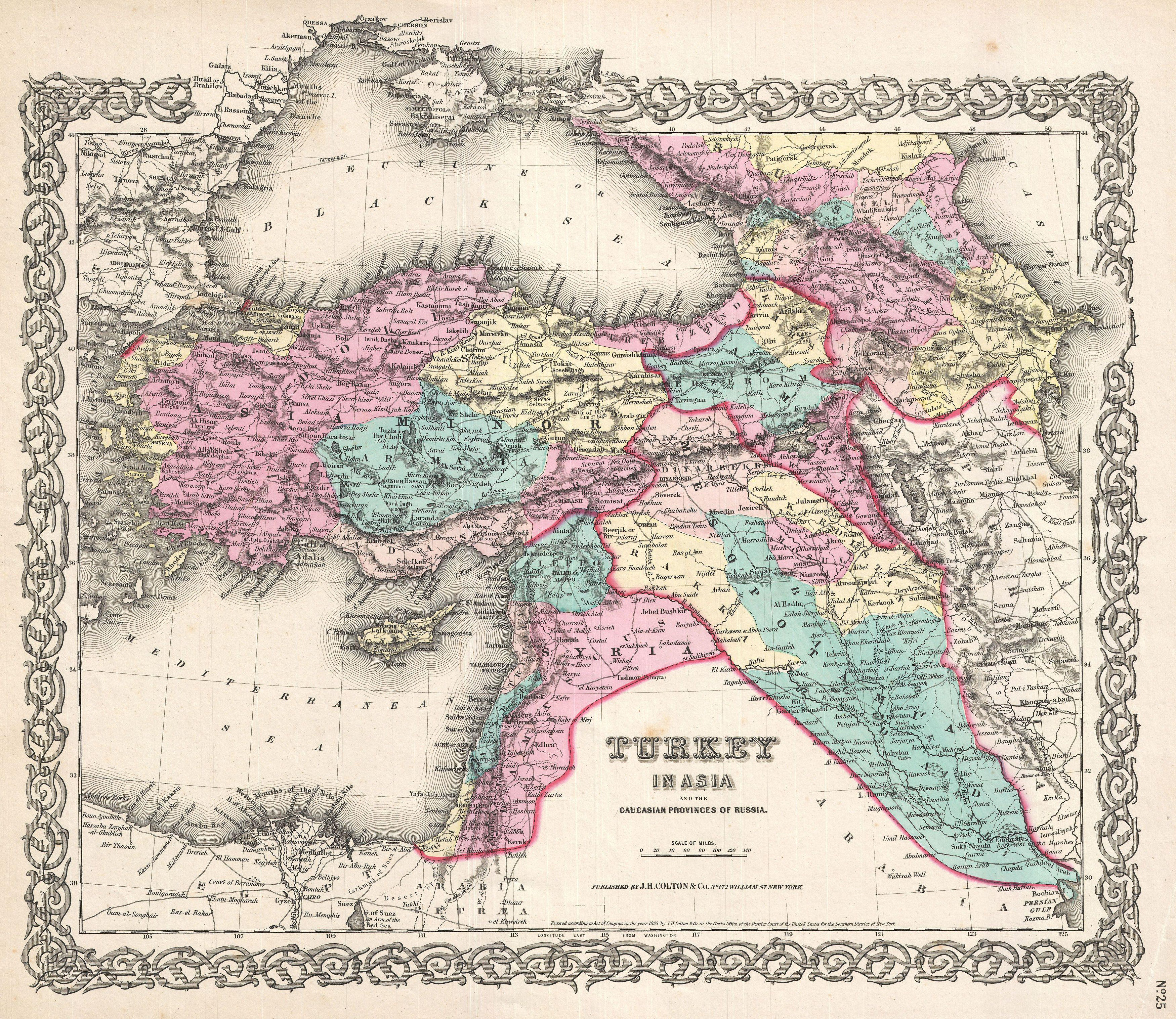
خريطة للإيالات العثمانية الآسيوية عام 1855

الإيالة في التقسيم الإداري العثماني كانت تشكل المستوى الإداري الأولي (الأعلى) بين القرن السادس عشر والقرن التاسع عشر. كان يرأس الإيالة بيكلربكي. ظل نظام الإيالات ساريًا إلى أن تم استبداله بنظام الولايات.
كانت الدولة العثمانية مقسمة آنذاك إلى ايالات، والايالات إلى سناجق، والسناجق إلى أقضية، والأقضية إلى نواح، والنواحي إلى قرى.

## قائمة بالإيالات
| - إيالة الأحساء - إيالة أدرنة - إيالة أرضروم - إيالة إسطنبول - إيالة أضنة - إيالة أغر - إيالة الأناضول - إيالة أنقرة - إيالة أوزو - إيالة أويوار - إيالة آيدين - إيالة البصرة | - إيالة بغداد - إيالة بودين - إيالة پودوليا - إيالة البوسنة - إيالة جلدر - إيالة طمشوار - إيالة تونس - إيالة الجزائر - إيالة جزائر بحر إيجة - إيالة الحبشة - إيالة حلب - إيالة دمشق - إيالة كردستان | - إيالة ديار بكر - إيالة ذو القدر - إيالة الرقة - إيالة الروم - إيالة الروملي - إيالة زيكتوار - إيالة سالونيك - إيالة سيلسترا - إيالة شهرزور - إيالة صيدا - إيالة طرابزون | - إيالة طرابلس الشام - إيالة طرابلس الغرب - إيالة فيدين - إيالة قارص - إيالة قبرص - إيالة قرمان - إيالة قسطموني - إيالة كافا - إيالة كريت - إيالة قانيجة - إيالة مصر | - إيالة مناسطير - إيالة موره - إيالة الموصل - إيالة نيش - إيالة نوغاي - إيالة الهرسك - إيالة خداوندكار - إيالة واراد - إيالة وان - إيالة يانينة - إيالة اليمن |